# Ricinus communis
Ricinus communis ist die einzige Pflanzenart aus der monotypischen Gattung Ricinus innerhalb der Familie der Wolfsmilchgewächse (Euphorbiaceae). Deutschsprachige Trivialnamen sind Wunderbaum, Läusebaum, Hundsbaum oder Christuspalme.

## Beschreibung

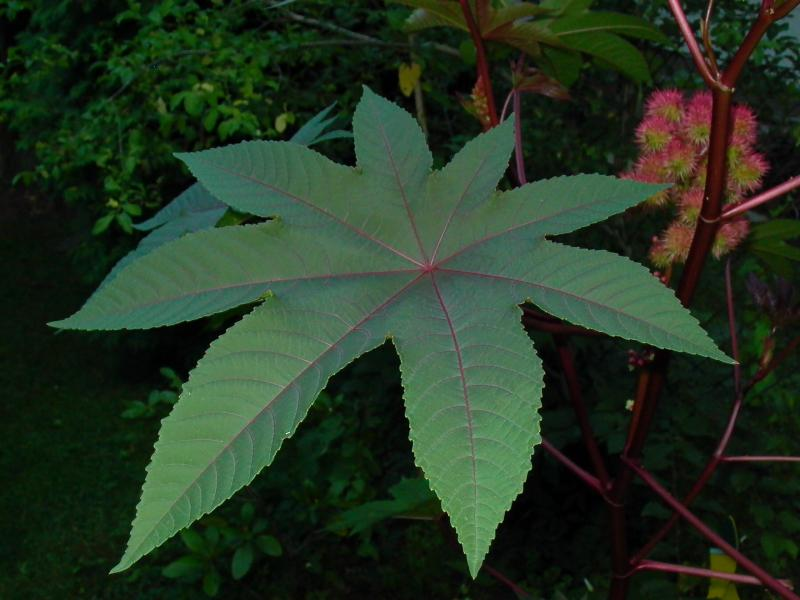
Laubblatt

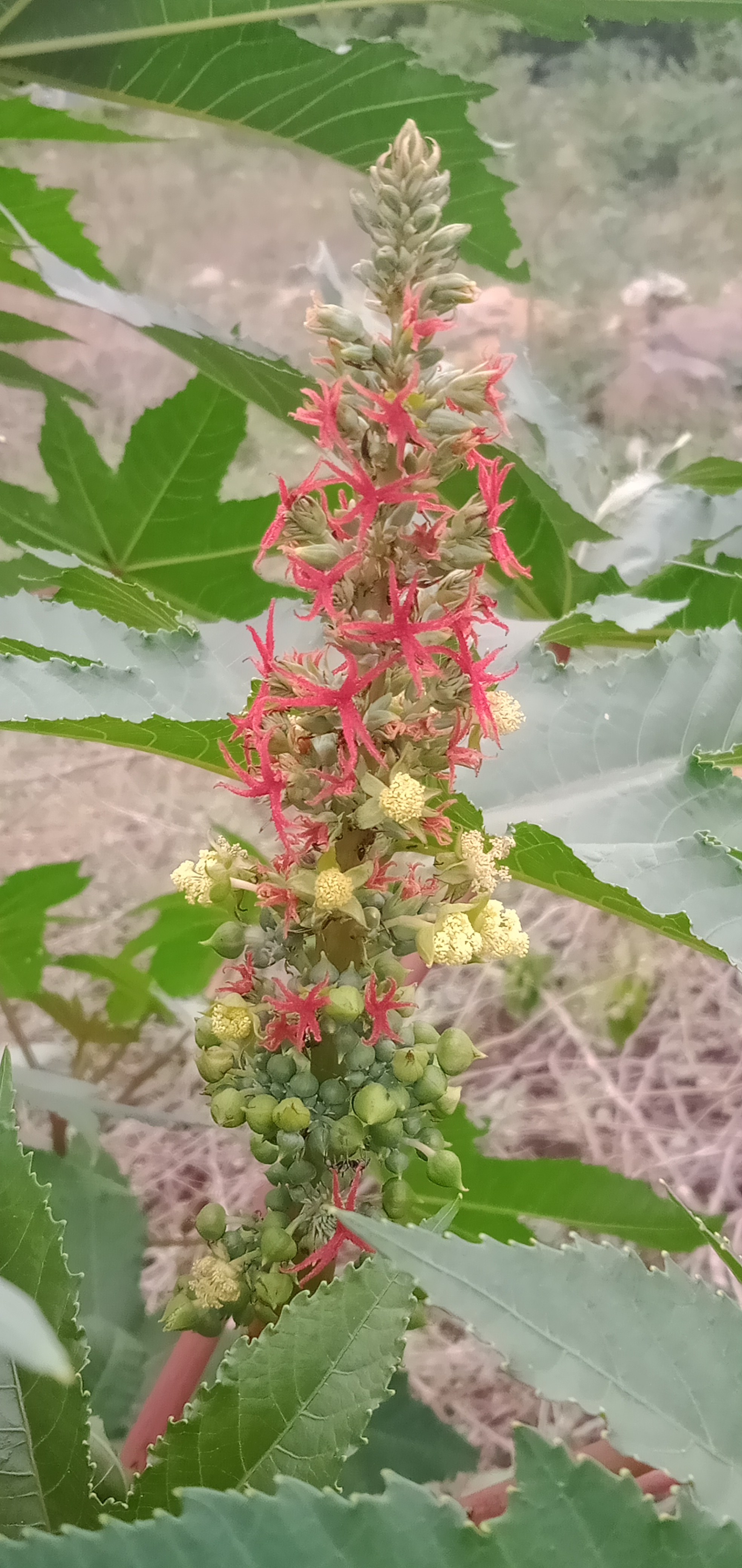
Blütenstand; oben die weiblichen, unten die männlichen Blüten

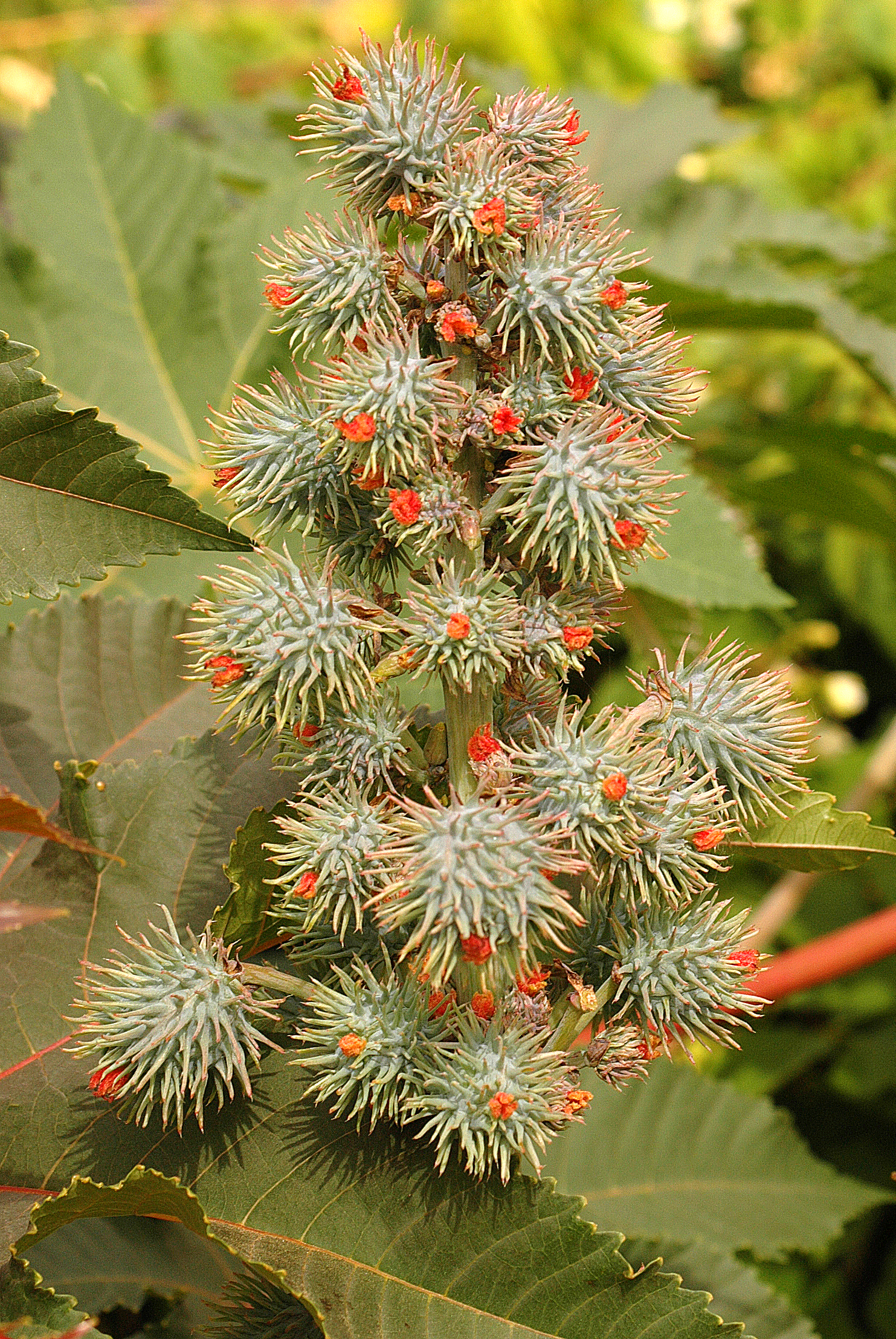
Junge Früchte

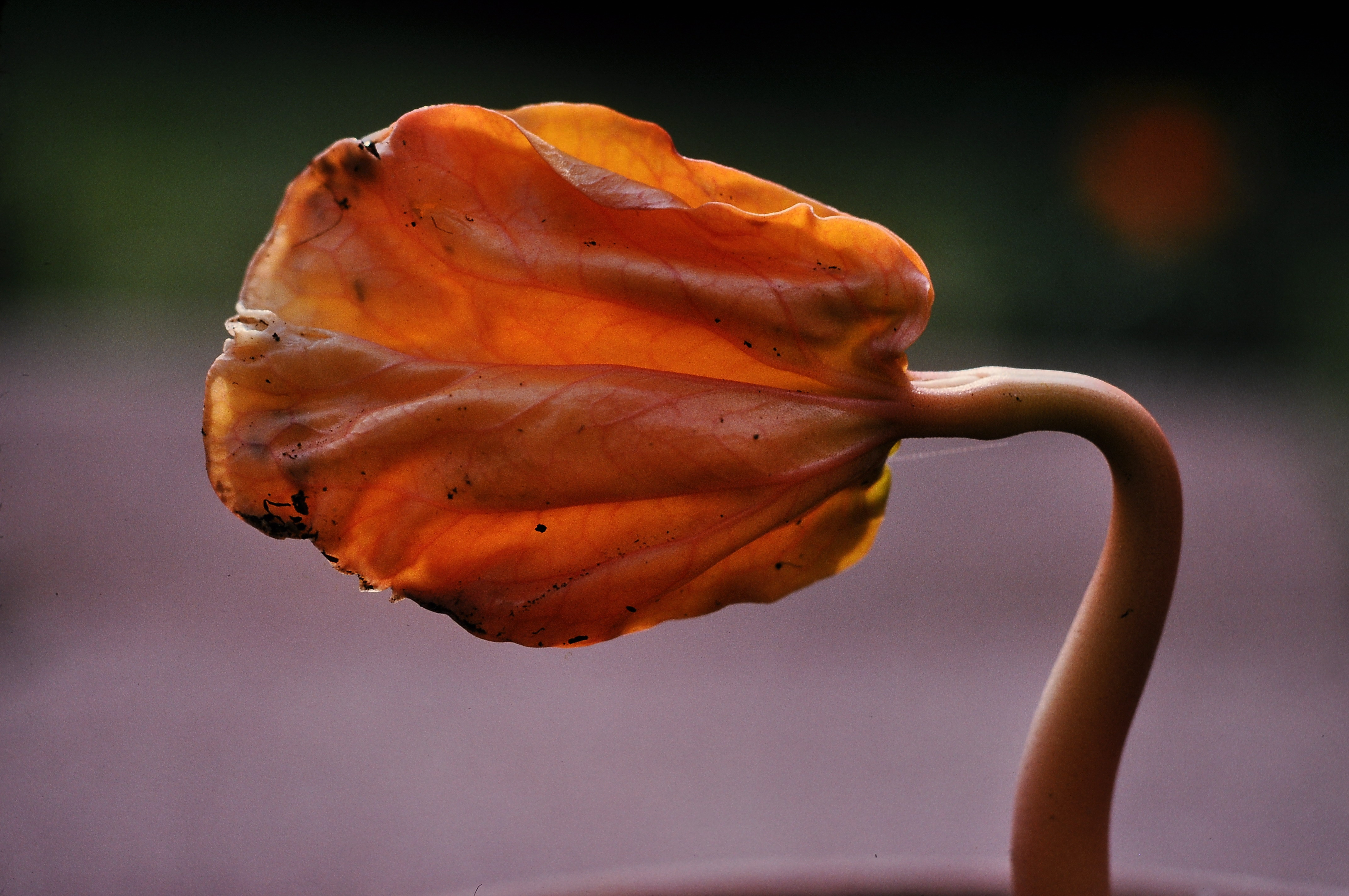
Keimblätter

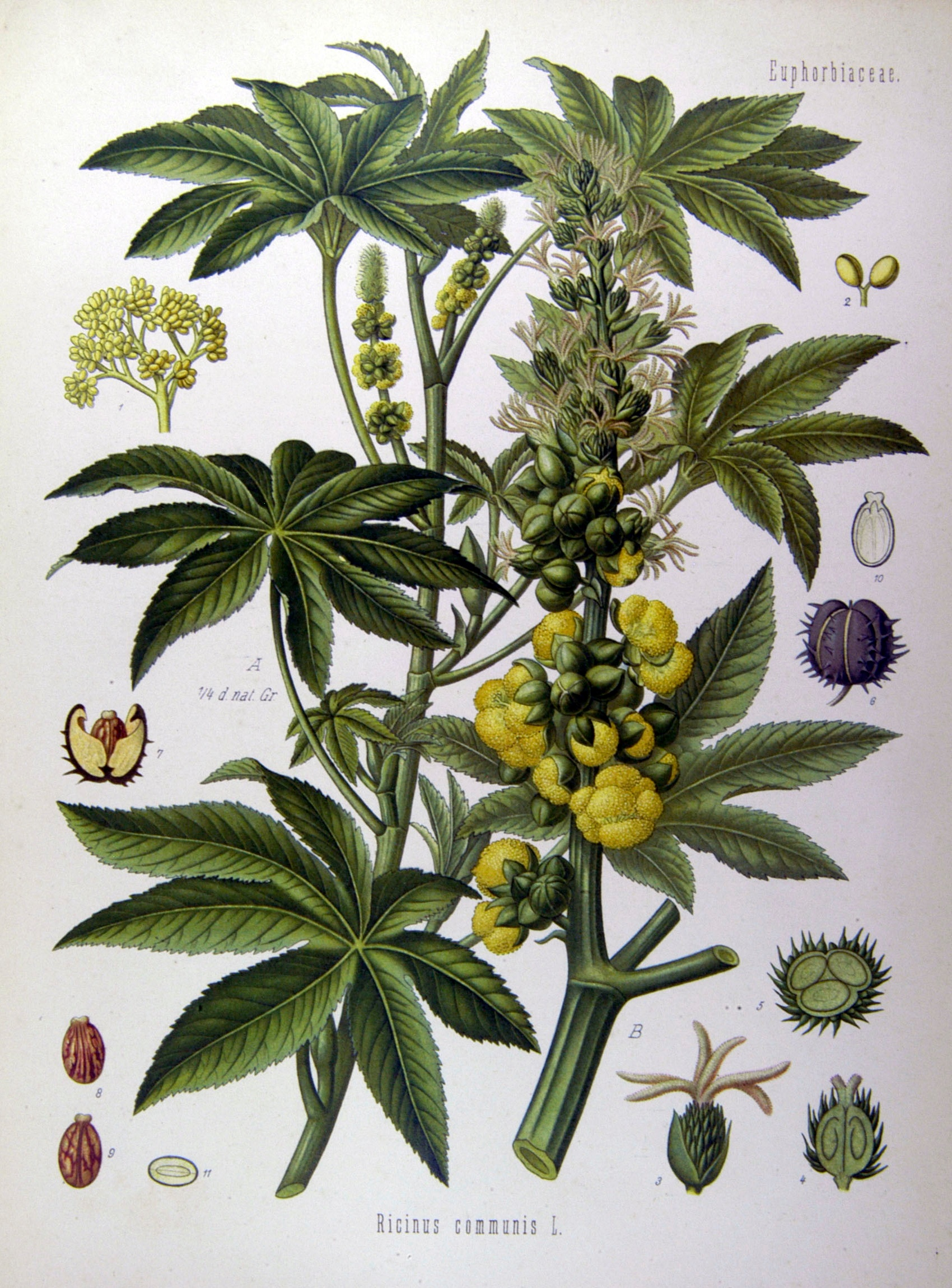
Illustration

### Vegetative Merkmale
In den gemäßigten Gebieten wächst Ricinus communis als einjährige, krautige Pflanze, in den Tropen als mehrjährige Pflanze. Die Pflanze ist schnellwüchsig und wird unter idealen Bedingungen innerhalb von drei bis vier Monaten bis zu 6 Meter hoch. In tropischem Klima erreicht sie nach mehreren Jahren Wuchshöhen von bis zu 13 Metern und bildet einen verholzten Stamm. In saisonalen Klimaten stirbt das Pflanzenexemplar jedes Jahr oberirdisch ab und treibt dann bei entsprechender Sonneneinstrahlung wieder neu aus. Der stark wasserhaltige Stängel ist bei einigen Sorten rot überlaufen.
Die wechselständig angeordneten Laubblätter sind in Blattstiel und -spreite gegliedert. Die Laubblätter sind 30 bis 70 cm groß, dunkelgrün (bei einigen Sorten rötlich bis purpurfarben). Der sehr lange Blattstiel ist oft rötlich. Die Blattspreite ist bei einer Breite von bis zu 1 Meter handförmig gespalten mit fünf bis elf spitzen, eiförmigen Blattlappen. Sie stehen am Blattgrund schildförmig an den Stielen. Der Blattrand ist gesägt mit drüsigen, ungleich großen Spitzen. Die Blattunterseite ist drüsig. Die Mittelnerven der Nervatur sind teils rötlich. Es sind kleine, abfallende, stängelumfassende und dreieckförmige Nebenblätter vorhanden. Es sind extraflorale Nektarien an der Blatt- und Tragblattbasis, an den Blatträndern der Nebenblätter und an Blattstielen vorhanden.

### Generative Merkmale
Ricinus communis blüht von August bis Oktober. Es werden große, 30 bis 40 cm lange, endständige traubige oder rispige Blütenstände gebildet. Die Pflanzen sind einhäusig gemischtgeschlechtig (monözisch). Der Blütenstiel ist relativ kurz. Die duftenden, und eingeschlechtigen Blüten sind unscheinbar und ohne Kronblätter (apetal). Die eiförmigen, grün-rötlichen Kelchblätter der weiblichen Blüten sind früh abfallend, die der männlichen sind eiförmig, grün-gelblich und haltbar. In der oberen Hälfte des Blütenstandes werden nur die, an den später roten und zweiästigen, stark papillösen Narben zu erkennenden, weiblichen Blüten gebildet, in der unteren Hälfte nur die männlichen Blüten, mit ihren über 100 typischen und reich verzweigten, basal verwachsenen, bündeligen und weißlichen bis hellgelben Staubblättern. Der oberständige und dreifächrige Fruchtknoten ist stachelig, mit drei sehr kurzen Griffeln.
Die  dreifächerigen, bei Reife bräunlichen Spaltfrüchte (Regma) sind dicht bis spärlich mit weichen, etwa 5 Millimeter langen Stacheln besetzt und 1,5 bis 2,5 cm groß; ihre Teilfrüchte (Cocci) stehen an einem oben breiteren, kurzen Karpophor (Columna). Sie ähneln den Kastanienfrüchten, sind aber weicher bestachelt, manchmal löst sich das leicht fleischige Exocarp vom holzigen Mesocarp. Die glänzenden, rötlich-braunen bis silbrig, gräulichen und marmorierten Samen sind bei einer Länge von 7 bis 14 Millimetern sowie bei einem Durchmesser von 6 bis 8 Millimetern ellipsoid sowie bohnenförmig und leicht abgeflacht; sie besitzen eine kleine zweiteilige Caruncula, die oft später abfällt. Die Samenschale ist dünn, hart und spröde und leicht zu entfernen, das Tegmen ist sehr dünn und papierig, häutig, das Endosperm ist groß und umgibt die flachen Kotyledonen. Die Tausendkornmasse beträgt durchschnittlich 200 bis 450 Gramm.
Die Chromosomenzahl beträgt 2n = 20.

## Ökologie
Die Caruncula dient der sekundären Samenausbreitung durch Ameisen (Myrmekochorie), nach der Autochorie. Sie fressen die Caruncula und legen die Samen dann irgendwo ab.

## Verbreitung und Nutzung
Ricinus communis ist ursprünglich in Nordost-Afrika und dem Nahen Osten beheimatet. Seine ursprünglichen Vorkommen liegen in Äthiopien, Eritrea und Somalia; für Kenia ist die Ursprünglichkeit fraglich. Als Kulturflüchtling hat Ricinus communis sich mittlerweile in allen tropischen Gebieten verbreitet. In gemäßigten bis subtropischen Gebieten wird Ricinus communis als Zierpflanze verwendet und kommt daher auch vereinzelt verwildert vor. Es wurden Vorkommen beobachtet in Belgien, Österreich, den Niederlanden, in der Schweiz, und in Deutschland: in Bayern, Baden-Württemberg, Rheinland-Pfalz, Nordrhein-Westfalen, Berlin-Brandenburg und in Schleswig-Holstein.

## Namen
In Lobelius’ Werk Plantarum seu stirpium historia (1576) wird die Art als „Ricinus gallis Palma christi“ aufgeführt, und so von Linné in Species Plantarum zitiert.
Der botanische Name der Gattung stammt vom lateinischen Wort ricinus für „Laus, Ungeziefer“, da die Samen der Pflanze in ihrer Form an vollgesogene Zecken erinnern. Der Gattungsname ist identisch mit dem Epitheton des Gemeinen Holzbocks (Ixodes ricinus), wobei nicht geklärt ist, ob die Zecke nach der Pflanze benannt wurde oder umgekehrt. Andere deutsche Trivialnamen sind Christuspalme (lateinisch Palma Christi), Hundsbaum, Läusebaum, Kreuzbaum oder, den Gattungsnamen verallgemeinernd, Rizinus. 
Im Mittelalter wurde Ricinus communis auch als cataputia (maior) und „Springwurz“ bezeichnet. Im Zusammenhang mit der Verwendung des Öls der Samen wird der Wunderbaum von der Industrie und in den Medien auch als Castorpflanze (englisch Castor Oil Plant) bezeichnet. Die Samen der Pflanze werden im Deutschen schon länger auch als Castorbohnen bezeichnet. Zur Herleitung des Namens „Castor“ siehe im Artikel zum Rizinusöl.

Bärenspinner (Olepa schleini)

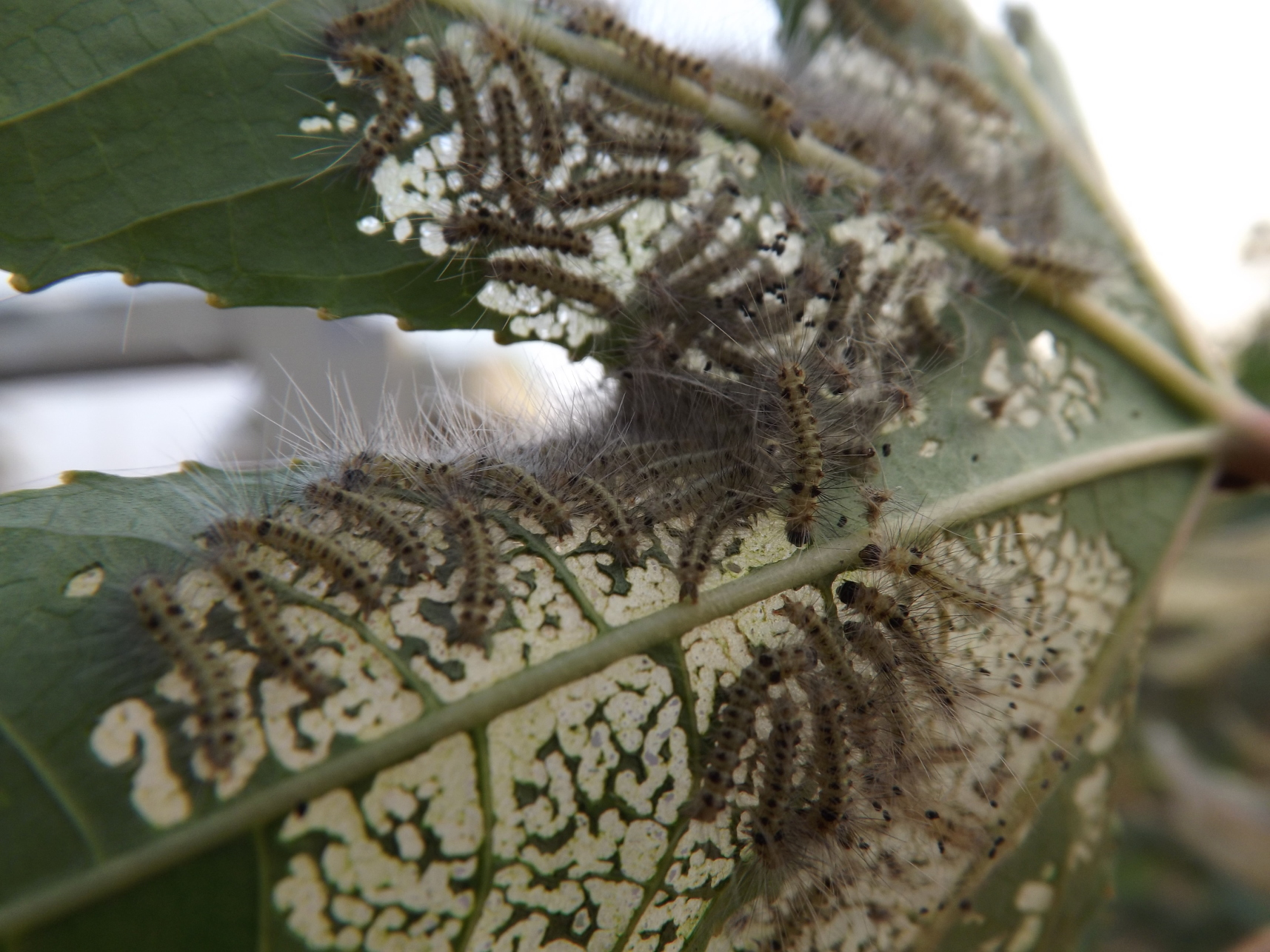
Raupen des Bärenspinners, die Blätter von Ricinus communis fressen

## Inhaltsstoffe

### Rizin
Die Samenschalen von Ricinus communis sind nur schwach giftig. Das Endosperm der Samen ist stark giftig, da es das toxische Protein Rizin, ein Lektin, enthält. Der Rizingehalt in den Samen liegt bei 1 bis 5 % des Proteingehalts. Bei der Einnahme von Rizin kann schon eine Menge von 0,3–20 Milligramm pro Kilogramm Körpergewicht tödlich wirken, das entspricht wenigen Samen. Die parenteral tödliche Dosis beträgt bei Mäusen je nach Reinheitsgrad der Substanz etwa ein Mikrogramm pro Kilogramm Körpergewicht. Rizin löst sich zwar in Wasser, ist aber fettunlöslich und daher im Rizinusöl nicht enthalten. Beim Pressen der Samen verbleibt das Gift somit in den Pressrückständen.

### Fette Öle

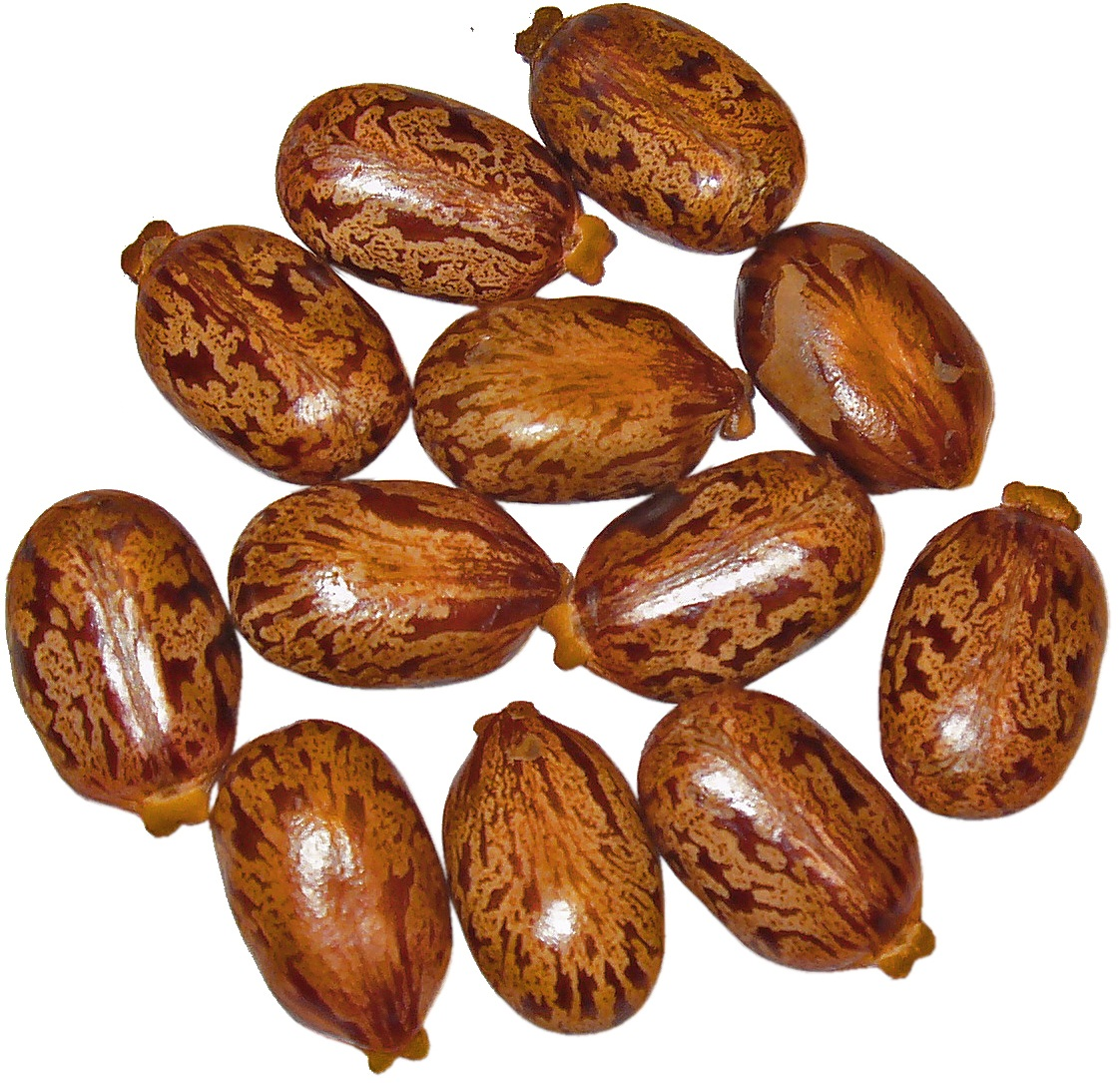
Rizinussamen

Die Samen von Ricinus communis enthalten zu etwa 40 bis 55 % ein fettes Öl. Es besteht zu über 75 % aus Triglyceriden, die mit der Ricinolsäure verestert sind. Im Gegensatz zu den Samen ist es ungiftig.

### Weitere Inhaltsstoffe
Die in Ricinus communis enthaltenen Alkaloide sind Nudiflorin, Ricinidin und Ricinin.

## Verwendung
Das hoch viskose durchsichtige bis gelbliche Rizinusöl, (auch Kastoröl, pharmazeutische Bezeichnung: Ricini oleum virginale, früher: Oleum Ricini s. Castoris, auch (kosmetisch) RICINUS COMMUNIS SEED OIL (INCI)) wird aus den Samen der Pflanze kalt gepresst. Durch Aufarbeitung erhält man ein raffiniertes Rizinusöl (Ricini oleum raffinatum) genanntes Öl. Rizinusöl wird zu vielen verschiedenen Anwendungen in Medizin, Kosmetik und Technik verwendet.